# ナショナリティについて
『ナショナリティについて』(On Nationality)とは、1995年に政治学者デイヴィッド・ミラーによって発表されたナショナリズムの研究である。
1990年代以後のリベラル・ナショナリズムの代表的な研究者であるオックスフォード大学の教授ミラーは1995年に本書を発表した。ミラーはゲルナーやアンダーソンのナショナリズム研究を踏まえてナショナリズムの記述的研究だけでなく、規範的研究を発展させた。
ミラーはネイションを政治的な自己決定を求める共同体と定義し、エスニシティと区分する。エスニック集団は特定の文化を共有する人口集団であり、必ずしも自決権を求めるとは限らない。さらにステイト（国家、政府）とネイションも区別されるべきであり、ステイトはネイションが求める自己決定を達成するための統治機構である。そしてネイションを構築するナショナル・アイデンティティは、多様な生活様式や主義主張を包括するだけでなく、少数派に対しても民主的討議を通じて柔軟に対応することができる。このような基本的概念の分析からナショナリズムの諸概念を整理した上でミラーは自由民主主義の前提としてネイションを位置づけようとする。
ミラーはリベラル・デモクラシーの前提である民主主義、平等、個人の権利という要素を分析し、これらはネイションにおいて実現できることを明らかにしようとした。つまりネイションは党派的対立を行いながらも公共の利益を追求し、また財産を社会正義のために再配分し、さらに最低限の個人の自由や権利を保障するために必要な連帯意識をネイションは提供するものと把握する。したがってネイションが示すナショナリティとは民主的に肯定されるべきものであると述べることができる。
しかしながら、ナショナリティはマイノリティを抑圧しないかという問題が指摘される。つまりナショナリティとは少数派に対して同一化を求める人為的アイデンティティーではないかという急進的多文化主義の見解である。これはナショナル・アイデンティティが多様なエスニシティやジェンダーと対立するものではなく、それらを包括するという本質を見落としている。あらゆるアイデンティティの集団はそれぞれのアイデンティティを保存しながらもナショナリティの中で共存しており、同時に民主的な討議の場を提供することができる。
国際社会においてもネイションの自決がその中核となる。ネイションの自決の原理からは基本的に国民国家による国際秩序が導出される。ネイションは他のネイションの自決を尊重する義務があり、内部においては独自のネイションを構築しなければならない。ミラーはグローバル化においてナショナリティの価値は見直されなければならないと指摘している。つまり人間の連帯意識の低下によってネイションの文化が後退する可能性が出現し、福祉や教育の弱体化が生じるためにエリートと中産階級以下の格差が拡大することになる。ミラーはグローバル化の世界情勢においてこそナショナリティの機能を回復、強化しなければならないと主張する。